# ローズマリー・クルーニー
ローズマリー・クルーニー（英語: Rosemary Clooney、1928年5月23日 - 2002年6月29日）は、アメリカの歌手、女優である。

## 略歴
ケンタッキー州メイズヴィル生まれ。幼い頃は妹ベティとともに祖父のメイズヴィル市長選挙運動（市長選に3回当選している）で歌を披露することもあった。子供時代は不遇で、妹ベティと弟ニックとともに、アルコール使用障害の父アンディ、婦人服チェーン店で働き、出張が多かった母フランシス、親戚らが代わる代わる面倒を見る形で育てられる。13歳の時、母親が船乗りと結婚し、弟ニックを連れてカリフォルニアに移ってしまう。残されたローズマリーとベティは父親と暮らすことになり、父親は娘たちのために真面目に働くようになるが、その父親も第二次世界大戦の終結を祝う晩に、家の金を持ち出して行方をくらます。極貧の中、姉妹はシンシナティのラジオ局のオーディションに合格し、1945年に「The Clooney Sisters」として歌手デビューを果たす。数年後、姉妹は別々に活動するようになり、ローズマリーは21歳の時にニューヨークに渡る。
1951年に「Come On-a My House（家へおいでよ）」がビルボード・チャートで全米第1位になる大ヒットとなり、その後も「Mambo Italiano」などの世界的な大ヒット曲を連発する。
以降は歌手活動だけでなくテレビドラマやバラエティーショー、映画にその活動範囲を広げた他、1999年には地元のケンタッキー州で自らの名を冠した「Rosemary Clooney Music Festival」を開催し、以後、毎年開催するなど活躍を続ける。
2002年にカリフォルニア州ビバリーヒルズで肺癌により死去。
1950年発売の「Me and My Teddy Bear」など、子供向けの歌も歌っており、1957年にはそれら子供向けの歌を集めたアルバム『Clooney Tunes』も発売している。

## 私生活
生涯で3度結婚している。そのうち2回（1953年 - 1962年、1963年 - 1967年）は16歳年上の俳優ホセ・フェラーであり、フェラーとの最初の結婚で5人の子を産む。その第1子が後に俳優となるミゲル・フェラーである。フェラーとの2度の結婚・離婚の後、1997年に俳優のダンテ・ディパオロと結婚し、2002年の彼女の死まで夫婦として暮らす。
俳優のジョージ・クルーニーは甥（弟ニック・クルーニーの息子）であり、彼の出世作であるドラマ『ER緊急救命室』にゲスト出演している。彼は伯母の3度目の結婚式に出席しなかったが、その理由は「自分が出席することで伯母に当たるべきスポットライトを奪いたくないから」と言われている。

## フィルモグラフィ

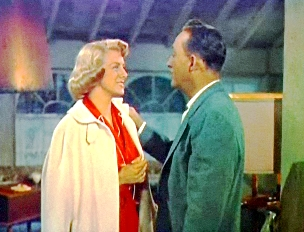
映画『ホワイト・クリスマス』（1954年）でビング・クロスビーと共演するクルーニー（左）

- Tony Pastor and His Orchestra (1947年 short subject)
- 『楽しき我が家』 - The Stars Are Singing (1953年)
- Here Come the Girls (1953年)
- Red Garters (1954年)
- 『ホワイト・クリスマス』 - White Christmas (1954年)
- 『我が心に君深く』 - Deep in My Heart (1954年) ※カメオ出演
- 『宇宙征服』 - Conquest of Space (1955年) ※ノン・クレジット
- The Joker's Wild (1968年) ※テレビ映画
- Twilight Theater (1982年) ※テレビ映画
- Sister Margaret and the Saturday Night Ladies (1987年) ※テレビ映画
- 『そりゃないぜ!? フレイジャー』 - Frasier (1993年) ※ゲストで声の出演
- 『笑撃生放送! ラジオ殺人事件』 - Radioland Murders (1994年)
- 『ER緊急救命室』 - ER (1994年) ※テレビ・シリーズ（ゲスト出演）
- LateLine (1999年) ※テレビ・シリーズ（ゲスト出演）
- 『真実のマレーネ・ディートリッヒ』 - Marlene Dietrich: Her Own Song (2001年) ※ドキュメンタリー